# 이브 번팅
이브 번팅(Eve Bunting)은 아일랜드 태생의 미국 소설가이다. 그는 아동을 위한 문학을 썼으나, 사회의 문제점을 날카롭게 비판한 것으로도 유명하다(대표적인 작품으로 "하루의 일"이 있다).